# Don’t Get Me Wrong
Don’t Get Me Wrong ist ein Lied der Pretenders aus dem Jahr 1986, das von Chrissie Hynde geschrieben wurde. Es erschien auf dem Album Get Close (1986) und der Hit-Zusammenstellung The Singles (1987).

## Geschichte
Der Titel wurde von Bob Clearmountain und Jimmy Iovine produziert.
Nach seiner Veröffentlichung im September 1986 im Vereinigten Königreich, wurde das Lied ein Hit und erreichte Platz 10 der britischen Charts. Anschließend wurde der Song in den Vereinigten Staaten veröffentlicht und auch dort ein Hit, das Lied erreichte Platz 10 in den Billboard Hot 100. In den Vereinigten Staaten war es der zweite Top-10-Erfolg der Pretenders, nachdem sie Anfang 1983 mit Back on the Chain Gang Platz 5 erreicht hatten.
Don’t Get Me Wrong wurde poppiger und kommerzieller ausgerichtet als die vorherigen Veröffentlichungen, mit einer Akustischen Gitarre und einer Pop-Melodie. Jedoch war der Text ernster als bei ihrem vorherigen Material.
Das Lied war 1986 im Intro zum Film Gung Ho zu hören, sowie 1997 im Film Romy and Michelle’s High School Reunion. 2010 erschien das Lied auf dem Soundtrack-Album zum Film Going the Distance.

## Musikvideo
Das Musikvideo ist eine Hommage an die britische Fernsehserie Mit Schirm, Charme und Melone aus den 1960ern. Chrissie Hynde spielt die Rolle der Emma Peel und ist auf der Suche nach John Steed. Die Musik lehnt sich an ein Thema aus dem 1938er Film Gangs of New York von James Cruze an, in dem der Satz „Don't get me wrong“ zuvor fällt.

## Rezeption

### Chartplatzierungen
| ChartsChartplatzierungen       | Höchstplatzierung | Wochen |
| ------------------------------ | ----------------- | ------ |
| Deutschland (GfK)              | 45 (8 Wo.)        | 8      |
| Vereinigte Staaten (Billboard) | 10 (18 Wo.)       | 18     |
| Vereinigtes Königreich (OCC)   | 10 (11 Wo.)       | 11     |

| ChartsJahrescharts (1987)      | Platzierung |
| ------------------------------ | ----------- |
| Vereinigte Staaten (Billboard) | 92          |

### Auszeichnungen für Musikverkäufe
| Land/Region                  | Auszeichnungen für Musikverkäufe (Land/Region, Auszeichnung, Verkäufe) | Verkäufe |
| ---------------------------- | ---------------------------------------------------------------------- | -------- |
| Spanien (Promusicae)         | Gold                                                                   | 30.000   |
| Vereinigtes Königreich (BPI) | Silber                                                                 | 200.000  |
| Insgesamt                    | 1× Silber · 1× Gold ·                                                  | 230.000  |

## Coverversionen
Es gibt mehrere Coverversionen des Liedes.
- 1988: The Pharaohs
- 2004: Não Leve a Mal von Danni Carlos
- 2005: Bonnie Pink mit The Miceteeth
- 2007: Lily Allen
- 2012: Tom Buhrow[10]
- 2014: Jessica Manning